# Rita Wilson
Rita Wilson (született Margarita Ibrahimoff) (Hollywood, 1956. október 26. –) amerikai színésznő, filmproducer és énekes-dalszerző.
Feltűnt az Önkéntesek (1985), A szerelem hullámhosszán (1993), a Tegnap és ma (1995), a Nyomul a banda (1996), a Velem vagy nélküled (1999), az Oltári nő (1999), az Egyszerűen bonyolult (2009) és a Larry Crowne (2011) című filmekben. Fontosabb televíziós szereplései voltak A férjem védelmében és a Csajok című televíziós sorozatokban. 2019-ben csillagot kapott a Hollywoodi hírességek sétányán.
Énekes-dalszerzőként négy albumot jelentetett meg: AM/FM, Rita Wilson, Bigger Picture és Halfway to Home. 
1988 óta Tom Hanks felesége, két gyermekük született, köztük Chet Hanks.

## Filmográfia

### Film
| Év   | Magyar cím                       | Eredeti cím                                    | Szerep                  | Magyar hang       |
| ---- | -------------------------------- | ---------------------------------------------- | ----------------------- | ----------------- |
| 1977 |                                  | The Day It Came to Earth                       | Debbie                  |                   |
| 1980 | Cheech és Chong – Újra bevetésen | Cheech and Chong's Next Movie                  | túsz                    |                   |
| 1985 | Önkéntesek                       | Volunteers                                     | Beth Wexler             | Kiss Erika        |
| 1985 | Önkéntesek                       | Volunteers                                     | Beth Wexler             | Détár Enikő       |
| 1989 | Tini boszorkányok                | Teen Witch                                     | táncos                  |                   |
| 1990 | Hiúságok máglyája                | The Bonfire of the Vanities                    | P.R.-os nő              | Jani Ildikó       |
| 1993 | A szerelem hullámhosszán         | Sleepless in Seattle                           | Suzy                    | Biró Anikó        |
| 1994 | Segítség, karácsony!             | Mixed Nuts                                     | Catherine O'Shaughnessy | Györgyi Anna      |
| 1995 | Tegnap és ma                     | Now and Then                                   | Chrissy DeWitt Williams | Andresz Kati      |
| 1996 | Nyomul a banda                   | That Thing You Do!                             | Marguerite              | Ősi Ildikó        |
| 1996 | Hull a pelyhes                   | Jingle All the Way                             | Liz Langston            | Kovács Nóra       |
| 1998 | Psycho                           | Psycho                                         | Caroline                | Farkas Zsuzsa     |
| 1999 | Oltári nő                        | Runaway Bride                                  | Ellie Graham            | Tóth Auguszta     |
| 1999 | Oltári nő                        | Runaway Bride                                  | Ellie Graham            | Németh Borbála    |
| 1999 | Velem vagy nélküled              | The Story of Us                                | Rachel                  | Báthory Orsolya   |
| 2001 | Parfüm                           | Perfume                                        | Roberta                 |                   |
| 2001 | A rejtélyek háza                 | The Glass House                                | Grace Avery-Baker       |                   |
| 2002 | A szexfüggő                      | Auto Focus                                     | Anne Crane              |                   |
| 2004 | Sztár születik                   | Raise Your Voice                               | Frances Fletcher        | Kiss Erika        |
| 2005 | Elrabolva                        | The Chumscrubber                               | Terri Bratley           |                   |
| 2005 |                                  | Magnificent Desolation: Walking on the Moon 3D | parancsnok (hangja)     |                   |
| 2006 |                                  | Beautiful Ohio                                 | Judith Messerman        |                   |
| 2009 | Görögbe fogadva                  | My Life in Ruins                               | Elinor                  |                   |
| 2009 | Vén csontok                      | Old Dogs                                       | Jenna                   | Kovács Nóra       |
| 2009 | Egyszerűen bonyolult             | It's Complicated                               | Trisha                  | Spilák Klára      |
| 2011 | Rokonlelkek                      | The Art of Getting By                          | Vivian Sargent          | Kubik Anna        |
| 2011 | Larry Crowne                     | Larry Crowne                                   | Wilma Q. Gammelgaard    | Csonka Anikó      |
| 2012 |                                  | Jewtopia                                       | Arlene Lipschitz        |                   |
| 2014 |                                  | Kiss Me                                        | Edith                   |                   |
| 2014 |                                  | Dawn Patrol                                    | Shelia                  |                   |
| 2016 | Bazi nagy görög lagzi 2.         | My Big Fat Greek Wedding 2                     | Anna                    | Götz Anna         |
| 2016 | Menyasszony apró szépséghibával  | Brother Nature                                 | Cathy Turley            | Farkasinszky Edit |
| 2018 |                                  | Gloria Bell                                    | Vicky                   |                   |
| 2018 |                                  | A Simple Wedding                               | Maggie Baker            |                   |
| 2019 |                                  | Boy Genius                                     | Mary Locke              |                   |
| 2020 |                                  | Love Is Love Is Love                           | Mary Kay                |                   |
| 2022 |                                  | Kimi                                           | Natalie Chowdhury       |                   |

### Producerként
| Év   | Magyar cím                   | Eredeti cím                 | Megjegyzések                           |
| ---- | ---------------------------- | --------------------------- | -------------------------------------- |
| 2002 | Bazi nagy görög lagzi        | My Big Fat Greek Wedding    |                                        |
| 2003 | Bazi nagy görög élet         | My Big Fat Greek Life       | - televíziós sorozat - vezető producer |
| 2004 | Nők transzban                | Connie and Carla            | vezető producer                        |
| 2008 | Mamma Mia!                   | Mamma Mia!                  | vezető producer                        |
| 2009 | Görögbe fogadva              | My Life in Ruins            | vezető producer                        |
| 2016 | Bazi nagy görög lagzi 2.     | My Big Fat Greek Wedding 2  | vezető producer                        |
| 2018 | Mamma Mia! Sose hagyjuk abba | Mamma Mia! Here We Go Again | vezető producer                        |
| 2018 | A Simple Wedding             |                             | vezető producer                        |

## Fordítás
- Ez a szócikk részben vagy egészben  a   Rita Wilson című angol Wikipédia-szócikk fordításán alapul.  Az eredeti cikk szerkesztőit annak laptörténete sorolja fel. Ez a jelzés csupán a megfogalmazás eredetét és a szerzői jogokat jelzi, nem szolgál a cikkben szereplő információk forrásmegjelöléseként.